# Carex helodes
Carex helodes é uma espécie de planta com flor pertencente à família Cyperaceae. 
A autoridade científica da espécie é Link, tendo sido publicada em Schrad. Journ. il. (1799) 309.
O seu nome comum é carriço-liso.

## Portugal
Trata-se de uma espécie presente no território português, nomeadamente em Portugal Continental.
Em termos de naturalidade é nativa da região atrás referida.

## Protecção
Não se encontra protegida por legislação portuguesa ou da Comunidade Europeia.